# Liste der Stationen der S-Bahn Salzburg

Netzplan der S-Bahn Salzburg

Dies ist eine Liste aller Stationen der S-Bahn Salzburg.
Die S-Bahn Salzburg ist ein internationales S-Bahn-System in Österreich (Bundesländer Salzburg, Oberösterreich) und Deutschland (bayerischer Landkreis Berchtesgadener Land). Die Länge des Gesamtnetzes beträgt ca. 130 Kilometer. Das Netz hat 76 Stationen, wovon 57 im Land Salzburg (davon 13 im Salzburger Stadtgebiet) liegen, 9 in Oberösterreich und 10 in Bayern. An zehn Stationen verkehren zusätzlich Fernverkehrszüge der ÖBB, der Deutschen Bahn sowie der Westbahn. Weitere Bahnhöfe und Haltepunkte werden zudem durch Nahverkehrszüge der ÖBB, der Deutschen Bahn sowie der Bayerischen Oberlandbahn (BOB), Marke Bayerische Regionalbahn (BRB) (ehemals: Meridian) bedient. Das S-Bahn-Netz liegt auf österreichischer Seite im Gebiet des Salzburger Verkehrsverbundes (SVV), auf deutscher Seite im verbundfreien Gebiet des Landkreises Berchtesgadener Land.

## Bahnhöfe und Haltestellen

### Linien
| Linie           | Bahnhöfe und Haltestellen | Anmerkung |
| --------------- | --- | --- |
| S-Bahn Salzburg | Salzburg Lokalbahnhof – Salzburg Itzling – Maria Plain-Plainbrücke – Hagenau – Bergheim – Schlachthof – Muntigl – Siggerwiesen – Anthering – Acharting – Pabing – Weitwörth-Nußdorf – Oichtensiedlung – Oberndorf-Laufen – Oberndorf Bahnhof – Ziegelhaiden – Ostermiething - Arnsdorf – Bürmoos – Bahnhof Trimmelkam - Zehmemoos – Lamprechtshausen | Mit Ausnahme des Ausgangs- und Zielbahnhofs sowie der Bahnhöfe Oberndorf Bahnhof und Bürmoos sind alle Halte der Linie S1 als Bedarfshaltestellen ausgelegt. In den Zügen sowie auf den Bahnsteigen befinden sich Haltewunschtasten. |
| S-Bahn Salzburg | Straßwalchen – Neumarkt am Wallersee – Köstendorf-Weng – Wallersee – Seekirchen am Wallersee – Seekirchen Stadt – Eugendorf – Hallwang-Elixhausen – Salzburg Kasern – Salzburg Hbf – Salzburg Mülln-Altstadt – Salzburg Aiglhof – Salzburg Taxham-Europark – Salzburg Liefering – Freilassing | Züge der S2 fahren ab der Endstelle Straßwalchen als oberösterreichische S2 weiter nach Linz Hbf. |
| S-Bahn Salzburg | Saalfelden – Gerling im Pinzgau – Maishofen-Saalbach – Zell am See – Bruck-Fusch – Gries im Pinzgau – Taxenbach-Rauris – Eschenau – Lend – Schwarzach-St. Veit – St. Johann im Pongau – Mitterberghütten – Bischofshofen – Pfarrwerfen – Werfen – Tenneck – Golling-Abtenau – Kuchl – Kuchl Garnei – Bad Vigaun – Hallein Burgfried – Hallein – Oberalm – Puch bei Hallein – Puch Urstein – Elsbethen – Salzburg Süd – Salzburg Aigen – Salzburg Parsch – Salzburg Gnigl – Salzburg Sam – Salzburg Hbf – Salzburg Mülln-Altstadt – Salzburg Aiglhof – Salzburg Taxham-Europark – Salzburg Liefering – Freilassing – Freilassing-Hofham – Ainring – Hammerau – Piding – Bad Reichenhall | Züge von/bis Golling-Abtenau fahren nur von/bis Freilassing. |
| S-Bahn Salzburg | Freilassing – Freilassing-Hofham – Ainring – Hammerau – Piding – Bad Reichenhall – Bad Reichenhall-Kirchberg – Bayerisch Gmain – Bischofswiesen – Berchtesgaden Hbf | |
| S-Bahn Salzburg | Bürmoos – Eching – St. Georgen bei Salzburg – St. Pantaleon-Reith – Wildshut Kirchberg – Gut Wildshut – Eiferding – Riedersbach – Trimmelkam – Diepoltsdorf – Ostermiething | Mit Ausnahme des Ausgangs- und Zielbahnhofs sind alle Halte als Bedarfshaltestellen ausgelegt. In den Zügen sowie auf den Bahnsteigen befinden sich Haltewunschtasten. Die Linie S11 beginnt bereits in Salzburg Hbf, wenn diese als Lokalexpress (LEX) nach Ostermiething verkehrt. Die Züge halten dabei zwischen Anthering und Bürmoos nur in Oberndorf Bahnhof. |

### Legende zur Liste der Stationen
In der Spalte Station wird der Name des Haltes angegeben sowie der Typ (Bahnhof oder Haltestelle).
In der Spalte Lage sind die entsprechenden politischen Gemeinden sowie ggf. der Orts- oder Stadtteil gelistet, gefolgt vom politischen Bezirk. Dabei gilt:
- BGL = Landkreis Berchtesgadener Land (Bayern)
- BR = Bezirk Braunau am Inn (Oberösterreich)
- HA = Bezirk Hallein (Land Salzburg)
- JO = Bezirk St. Johann im Pongau (Land Salzburg)
- S = Stadt Salzburg (Land Salzburg)
- SL = Bezirk Salzburg-Umgebung (Land Salzburg)

In der Spalte Umstieg werden die jeweiligen Zuggattungen für den Nah- und Regionalverkehr sowie für den Raum Salzburg Stadt auch die innerstädtischen Buslinien angegeben, die an dieser Stelle ebenfalls halten bzw. zu denen umgestiegen werden kann. Dabei gilt:
- BRB = Bayerische Regiobahn, ehemaliger Meridian
- R = österreichischer Regionalzug
- RB = deutsche Regionalbahn
- RE = deutscher Regional-Express
- REX = österreichischer Regional-Express

In Klammer sind die jeweiligen Zielbahnhöfe angeführt. Fallweise gelten die genannten Zuggattungen bzw. Umstiegsmöglichkeiten nur für einzelne Züge pro Tag. Diese sind mit einem * gekennzeichnet.
Für den Stadt-Salzburger Busverkehr gilt:
- Nummern 1 bis 10, 12, 14 = Obusse der Stadt Salzburg
- Nummern 11 und ab 21 = Busse der Stadt Salzburg

In der Spalte Mobilität stehen Anmerkungen zur weiteren Mobilität wie Park & Ride-Einrichtungen sowie andere Angaben zur Fortbewegung. Nicht angegeben sind die zumeist vorhandenen Fahrradstellplätze.
In der Spalte Umgebung gibt es Links zu umgebenden Orten oder Besonderheiten der näheren Umgebung.
Im Gemeindegebiet von Straßwalchen (SL) gibt es zusätzlich die Station Straßwalchen West. Diese gehört jedoch bereits zur Mattigtalbahn und wird von Regionalzügen, jedoch nicht von Zügen der S-Bahn Salzburg (Linie S2) angefahren.

### Liste der Stationen
| Station                                                                     | Lage                                                          | Linie                                               | Umstieg | Mobilität                                                                                | Umgebung                             | Bild |
| --------------------------------------------------------------------------- | ------------------------------------------------------------- | --------------------------------------------------- | --- | ---------------------------------------------------------------------------------------- | ------------------------------------ | ---- |
| Acharting (Haltestelle)                                                     | Anthering Ortsteil Acharting (SL)                             | S-Bahn Salzburg · S-Bahn Salzburg                   | – | Fahrradboxen                                                                             |                                      |      |
| Ainring (Haltestelle)                                                       | Ainring (BGL)                                                 | S-Bahn Salzburg · S-Bahn Salzburg                   | RE (Berchtesgaden*, Freilassing*) Regionalbusse |                                                                                          |                                      |      |
| Anthering (Bahnhof)                                                         | Anthering (SL)                                                | S-Bahn Salzburg · S-Bahn Salzburg                   | – |                                                                                          |                                      |      |
| Arnsdorf (Haltestelle)                                                      | Lamprechtshausen Ortsteil Unterarnsdorf (SL)                  | S-Bahn Salzburg                                     | – |                                                                                          |                                      |      |
| Bad Reichenhall (Bahnhof)                                                   | Bad Reichenhall (BGL)                                         | S-Bahn Salzburg · S-Bahn Salzburg                   | RE (Berchtesgaden*, Freilassing*) Stadtverkehr Bad Reichenhall |                                                                                          |                                      |      |
| Bad Reichenhall-Kirchberg (Haltestelle)                                     | Bad Reichenhall Ortsteil Kirchberg (BGL)                      | S-Bahn Salzburg                                     | RE (Berchtesgaden*, Freilassing*) |                                                                                          | Predigtstuhlbahn                     |      |
| Bad Vigaun (Bahnhof)                                                        | Bad Vigaun (HA)                                               | S-Bahn Salzburg                                     | Stadtverkehr Hallein–Bad Vigaun, Regionalbusse |                                                                                          |                                      |      |
| Bayerisch Gmain (Haltestelle)                                               | Bayerisch Gmain (BGL)                                         | S-Bahn Salzburg                                     | RE (Berchtesgaden*, Freilassing*) Stadtverkehr Bad Reichenhall–Bayerisch Gmain, Regionalbusse |                                                                                          |                                      |      |
| Berchtesgaden Hbf (Bahnhof)                                                 | Berchtesgaden (BGL)                                           | S-Bahn Salzburg                                     | RE (Freilassing*) Regionalbusse |                                                                                          |                                      |      |
| Bergheim (Haltestelle)                                                      | Salzburg Stadtteil Itzling Nord (S)                           | S-Bahn Salzburg                                     | 21 Ortsverkehr Bergheim | Fahrradboxen                                                                             | Bergheim Plainberg                   |      |
| Bischofshofen (Bahnhof)                                                     | Bischofshofen (JO)                                            | S-Bahn Salzburg                                     | Bahn: R (Schladming*, St. Michael in Oberstmk*) REX (Saalfelden, Salzburg Hbf, Straßwalchen, Wörgl Hbf) Fernverkehr (EC, EN, IC, NJ, RJ) Bus: Stadtverkehr Bischofshofen 50 55 Regionalbusse                                                               | Lift, Treppen                                                                            |                                      |      |
| Bischofswiesen (Bahnhof)                                                    | Bischofswiesen (BGL)                                          | S-Bahn Salzburg                                     | RE (Berchtesgaden*, Freilassing*) |                                                                                          |                                      |      |
| Bürmoos (Bahnhof)                                                           | Bürmoos (SL)                                                  | S-Bahn Salzburg · S-Bahn Salzburg                   | – | Ladestation für Elektrofahrzeuge Radabstellanlagen, Fahrradreparatur-Sets Treppen, Lifts | Bürmooser Moor                       |      |
| Diepoltsdorf (Haltestelle)                                                  | Ostermiething Ortsteil Diepoltsdorf (BR)                      | S-Bahn Salzburg                                     | – |                                                                                          |                                      |      |
| Eching (Haltestelle)                                                        | Bürmoos (SL)                                                  | S-Bahn Salzburg                                     | – |                                                                                          | Obereching                           |      |
| Eiferding (Haltestelle)                                                     | St. Pantaleon Ortsteil Eiferding (BR)                         | S-Bahn Salzburg                                     | – |                                                                                          |                                      |      |
| Elsbethen (Haltestelle)                                                     | Elsbethen (SL)                                                | S-Bahn Salzburg                                     | – |                                                                                          |                                      |      |
| Eugendorf (Haltestelle)                                                     | Eugendorf (SL)                                                | S-Bahn Salzburg                                     | R (Salzburg, Friedburg) |                                                                                          |                                      |      |
| Freilassing (Bahnhof)                                                       | Freilassing (BGL)                                             | S-Bahn Salzburg · S-Bahn Salzburg · S-Bahn Salzburg | BRB (München, Salzburg) R (Salzburg*) RB (Mühldorf/Inn, Landshut, Salzburg) RE (Berchtesgaden*) REX (Braunau) Fernverkehr (EC, IC, RJ) – Stadtverkehr Freilassing, Regionalbusse                                                                           | Für Umstiege zu Zügen: Lift, Treppen                                                     | Lokwelt Freilassing                  |      |
| Freilassing Hofham (Haltestelle)                                            | Freilassing Ortsteil Hofham (BGL)                             | S-Bahn Salzburg · S-Bahn Salzburg                   | – |                                                                                          |                                      |      |
| Golling-Abtenau (Bahnhof)                                                   | Golling an der Salzach (HA)                                   | S-Bahn Salzburg                                     | REX (Bad Gastein*, Innsbruck*, Saalfelden*, Salzburg, Straßwalchen*, Wörgl) Fernverkehr (EC, IC, RJ) Regionalbusse 925 947 | Lift, Treppen                                                                            | Abtenau                              |      |
| Gut Wildshut (Haltestelle)                                                  | St. Pantaleon Ortsteil Wildshut (BR)                          | S-Bahn Salzburg                                     | – |                                                                                          |                                      |      |
| Hagenau (Haltestelle)                                                       | Salzburg Stadtteil Itzling Nord (S)                           | S-Bahn Salzburg · S-Bahn Salzburg                   | – |                                                                                          | Hagenau                              |      |
| Hallein (Bahnhof)                                                           | Hallein (HA)                                                  | S-Bahn Salzburg                                     | REX (Saalfelden, Salzburg Hbf, Straßwalchen, Wörgl Hbf) Fernverkehr (IC, EC) Stadtverkehr Hallein, Regionalbusse 925 |                                                                                          |                                      |      |
| Hallein Burgfried (Haltestelle)                                             | Hallein Stadtteil Burgfried (HA)                              | S-Bahn Salzburg                                     | Stadtverkehr Hallein–Bad Vigaun 42, Regionalbusse 470 |                                                                                          |                                      |      |
| Hallwang-Elixhausen (Bahnhof)                                               | Hallwang (SL)                                                 | S-Bahn Salzburg                                     | R (Freilassing, Salzburg, Friedburg) Regionalbusse |                                                                                          | Elixhausen                           |      |
| Hammerau (Bahnhof)                                                          | Ainring Ortsteil Hammerau (BGL)                               | S-Bahn Salzburg · S-Bahn Salzburg                   | RE (Berchtesgaden*, Freilassing*) Regionalbusse |                                                                                          |                                      |      |
| Kirchberg (Haltestelle)                                                     | St. Pantaleon Zwischen Ortsteilen Kirchberg und Wildshut (BR) | S-Bahn Salzburg                                     | – |                                                                                          |                                      |      |
| Kuchl (Haltestelle)                                                         | Kuchl (HA)                                                    | S-Bahn Salzburg                                     | REX (Bad Gastein*, Innsbruck*, Saalfelden*, Salzburg, Straßwalchen*, Wörgl) |                                                                                          |                                      |      |
| Kuchl Garnei (Haltestelle)                                                  | Kuchl Ortsteil Garnei (HA)                                    | S-Bahn Salzburg                                     | Regionalbusse 470 |                                                                                          |                                      |      |
| Köstendorf Weng bis 09/2020: Weng (Haltestelle)                             | Köstendorf Ortsteil Weng (SL)                                 | S-Bahn Salzburg                                     | R (Freilassing, Salzburg, Friedburg) |                                                                                          | Wenger Moor                          |      |
| Lamprechtshausen (Bahnhof)                                                  | Lamprechtshausen (SL)                                         | S-Bahn Salzburg                                     | Regionalbusse |                                                                                          |                                      |      |
| Maria Plain-Plainbrücke (Bahnhof)                                           | Salzburg Stadtteil Itzling (S)                                | S-Bahn Salzburg · S-Bahn Salzburg                   | 6 |                                                                                          | Maria Plain Plainbrücke Plainberg    |      |
| Mitterberghütten (Haltestelle)                                              | Bischofshofen Ortsteil Mitterberghütten (JO)                  | S-Bahn Salzburg                                     | Stadtverkehr Bischofshofen 50 55 (100 m) |                                                                                          |                                      |      |
| Muntigl (Haltestelle)                                                       | Bergheim Ortsteil Muntigl (SL)                                | S-Bahn Salzburg · S-Bahn Salzburg                   | – |                                                                                          |                                      |      |
| Neumarkt am Wallersee bis 09/2020: Neumarkt-Köstendorf (Bahnhof)            | Neumarkt am Wallersee (SL)                                    | S-Bahn Salzburg                                     | R (Attnang-Puchheim, Braunau, Freilassing, Linz, Salzburg, Friedburg) REX (Attnang-Puchheim, Braunau, Freilassing, Linz, Salzburg) Fernverkehr (RJ) – Regionalbusse                                                                                        | Fahrradboxen, Lift, Treppen, Rolltreppen                                                 | Köstendorf                           |      |
| Oberalm (Haltestelle)                                                       | Oberalm (HA)                                                  | S-Bahn Salzburg                                     | – |                                                                                          |                                      |      |
| Oberndorf Bahnhof (Bahnhof)                                                 | Oberndorf bei Salzburg (SL)                                   | S-Bahn Salzburg · S-Bahn Salzburg                   | Regionalbusse |                                                                                          |                                      |      |
| Oberndorf–Laufen (Haltestelle)                                              | Oberndorf bei Salzburg (SL)                                   | S-Bahn Salzburg                                     | Stadtverkehr Laufen |                                                                                          | Laufen                               |      |
| Oichtensiedlung (Haltestelle)                                               | Oberndorf bei Salzburg (SL)                                   | S-Bahn Salzburg                                     | - |                                                                                          |                                      |      |
| Ostermiething (Bahnhof)                                                     | Ostermiething (BR)                                            | S-Bahn Salzburg                                     | Regionalbusse |                                                                                          |                                      |      |
| Pabing (Haltestelle)                                                        | Nußdorf am Haunsberg Ortsteil Pabing (SL)                     | S-Bahn Salzburg                                     | – | Wird bei Schienenersatzverkehr nicht bedient.                                            | Weitwörth                            |      |
| Pfarrwerfen (Haltestelle)                                                   | Pfarrwerfen (JO)                                              | S-Bahn Salzburg                                     | Ortsverkehr |                                                                                          |                                      |      |
| Piding (Bahnhof)                                                            | Piding (BGL)                                                  | S-Bahn Salzburg · S-Bahn Salzburg                   | RE (Berchtesgaden*, Freilassing*) |                                                                                          |                                      |      |
| Puch bei Hallein (Bahnhof)                                                  | Puch bei Hallein (HA)                                         | S-Bahn Salzburg                                     | 925 Regionalbusse |                                                                                          |                                      |      |
| Puch Urstein (Haltestelle)                                                  | Puch bei Hallein Ortsteil Urstein (HA)                        | S-Bahn Salzburg                                     | 925 Regionalbusse |                                                                                          |                                      |      |
| Riedersbach (Haltestelle)                                                   | St. Pantaleon Ortsteil Riedersbach (BR)                       | S-Bahn Salzburg                                     | – |                                                                                          |                                      |      |
| Salzburg Aigen (Bahnhof)                                                    | Salzburg Stadtteil Aigen (S)                                  | S-Bahn Salzburg                                     | 7 |                                                                                          |                                      |      |
| Salzburg Aiglhof (Haltestelle)                                              | Salzburg Stadtteil Mülln (S)                                  | S-Bahn Salzburg · S-Bahn Salzburg                   | REX (Freilassing*, Linz*) 2 8 12 Regionalbusse | Lift, Treppen                                                                            | Aiglhof                              |      |
| Salzburg Gnigl (Haltestelle)                                                | Salzburg Stadtteil Gnigl (S)                                  | S-Bahn Salzburg                                     | 4 10 23 912 913 914 915 Regionalbusse | Lift, Treppen                                                                            |                                      |      |
| Salzburg Hauptbahnhof (Bahnhof) Baulich verbunden mit Salzburg Lokalbahnhof | Salzburg Stadtteil Elisabeth-Vorstadt (S)                     | S-Bahn Salzburg · S-Bahn Salzburg                   | (Beide über Salzburg Lokalbahnhof) BRB (München) R (Freilassing, Friedburg) RB (Mühldorf/Inn, Landshut) REX (Braunau, Freilassing, Saalfelden, Straßwalchen, Wörgl) Fernverkehr ( EC, EN, IC, NJ, RJ, RJX) – 1 2 3 5 6 22 23 25 915 Regional- u. Fernbusse | Parkgarage Fahrradboxen Lift, Treppen, Rolltreppen                                       | Rückseitiger Ausgang nach Schallmoos |      |
| Salzburg Itzling (Haltestelle)                                              | Salzburg Stadtteil Itzling (S)                                | S-Bahn Salzburg · S-Bahn Salzburg                   | 6 |                                                                                          |                                      |      |
| Salzburg Kasern (Haltestelle)                                               | Hallwang Ortsteil Berg / Salzburg Stadtteil Kasern (SL/S)     | S-Bahn Salzburg                                     | R (Salzburg, Friedburg) |                                                                                          |                                      |      |
| Salzburg Liefering (Haltestelle)                                            | Salzburg Stadtteil Liefering (S)                              | S-Bahn Salzburg · S-Bahn Salzburg                   | – | Lift, Treppen                                                                            |                                      |      |
| Salzburg Lokalbahnhof (Bahnhof) Baulich verbunden mit Salzburg Hauptbahnhof | Salzburg Stadtteil Elisabeth-Vorstadt (S)                     | S-Bahn Salzburg · S-Bahn Salzburg                   | BRB (München) R (Freilassing, Friedburg) RB (Mühldorf/Inn, Landshut) REX (Braunau, Freilassing, Saalfelden, Straßwalchen, Wörgl) Fernverkehr ( EC, EN, IC, NJ, RJ, RJX) (alle über Salzburg Hbf) – 1 2 3 5 6 22 23 25 Regional- u. Fernbusse               | Parkgarage Fahrradboxen Lift, Treppen, Rolltreppen                                       |                                      |      |
| Salzburg Mülln-Altstadt                                                     | Salzburg Stadtteil Mülln (S)                                  | S-Bahn Salzburg · S-Bahn Salzburg                   | RB (Mühldorf/Inn, Landshut, Salzburg) REX (Braunau, Freilassing, Straßwalchen*) 4 7 24 | Lift, Treppen; Überquerung der Salzach auf der Eisenbahnbrücke vom Bahnsteig aus         | Mönchsberg Salzburger Altstadt       |      |
| Salzburg Parsch (Haltestelle)                                               | Salzburg Stadtteil Parsch (S)                                 | S-Bahn Salzburg                                     | 6 |                                                                                          |                                      |      |
| Salzburg Sam (Haltestelle)                                                  | Salzburg Stadtteil Gnigl (S)                                  | S-Bahn Salzburg                                     | 23 |                                                                                          | Sam                                  |      |
| Salzburg Süd (Bahnhof)                                                      | Elsbethen Ortsteil Glasenbach (S)                             | S-Bahn Salzburg                                     | REX (Bad Gastein*, Innsbruck*, Salzburg, Saalfelden, Straßwalchen*, Wörgl) Fernverkehr (IC, EC, NJ) 3 7 8 Regionalbusse |                                                                                          | Salzburg-Süd                         |      |
| Salzburg Taxham/Europark (Haltestelle)                                      | Salzburg Stadtteil Taxham (S)                                 | S-Bahn Salzburg · S-Bahn Salzburg                   | R (Straßwalchen*) RB (Mühldorf/Inn, Landshut, Salzburg) REX (Braunau, Freilassing) 1 9 28 34 | Lift, Treppen                                                                            | Europark                             |      |
| Schlachthof (Haltestelle)                                                   | Bergheim (SL)                                                 | S-Bahn Salzburg · S-Bahn Salzburg                   | – |                                                                                          | Schlachthofsiedlung                  |      |
| Schwarzach-St. Veit (Bahnhof)                                               | Schwarzach im Pongau (JO)                                     | S-Bahn Salzburg                                     | REX (Bad Gastein, Saalfelden, Salzburg Hbf, Straßwalchen, Wörgl Hbf) Fernverkehr (EC, IC, NJ, RJ, RJX) Regionalbusse | Lift, Treppen                                                                            | Sankt Veit im Pongau                 |      |
| Seekirchen am Wallersee (Bahnhof)                                           | Seekirchen am Wallersee (SL)                                  | S-Bahn Salzburg                                     | R (Freilassing, Salzburg, Friedburg) REX (Braunau, Freilassing, Linz, Salzburg) Regionalbusse |                                                                                          |                                      |      |
| Seekirchen Stadt (Haltestelle)                                              | Seekirchen am Wallersee (SL)                                  | S-Bahn Salzburg                                     | R (Salzburg, Friedburg) | Lift, Treppen                                                                            |                                      |      |
| Siggerwiesen (Haltestelle)                                                  | Bergheim Ortsteil Siggerwiesen (SL)                           | S-Bahn Salzburg · S-Bahn Salzburg                   | – |                                                                                          |                                      |      |
| St. Georgen bei Salzburg (Haltestelle)                                      | Sankt Georgen bei Salzburg (SL)                               | S-Bahn Salzburg                                     | – |                                                                                          |                                      |      |
| St. Johann im Pongau (Bahnhof)                                              | St. Johann im Pongau (JO)                                     | S-Bahn Salzburg                                     | REX (Saalfelden, Salzburg Hbf, Straßwalchen, Wörgl Hbf) Fernverkehr (EC, IC, RJ) Stadtverkehr St. Johann, Regionalbusse |                                                                                          |                                      |      |
| St. Pantaleon–Reith (Haltestelle)                                           | St. Pantaleon Ortsteil Reith (BR)                             | S-Bahn Salzburg                                     | – |                                                                                          |                                      |      |
| Steindorf bei Straßwalchen (Bahnhof)                                        | Straßwalchen Ortsteil Steindorf (SL)                          | R21, REX21                                          | R (Braunau) R (Salzburg, Friedburg) REX (Braunau, Freilassing, Salzburg) |                                                                                          |                                      |      |
| Straßwalchen (Bahnhof)                                                      | Straßwalchen (SL)                                             | S-Bahn Salzburg                                     | R (Attnang-Puchheim, Freilassing, Linz, Salzburg) REX (Attnang-Puchheim, Freilassing, Linz, Salzburg) |                                                                                          |                                      |      |
| Tenneck (Haltestelle)                                                       | Werfen Ortsteil Tenneck (JO)                                  | S-Bahn Salzburg                                     | REX (Innsbruck*, Saalfelden*, Schwarzach-St. Veit*) |                                                                                          |                                      |      |
| Trimmelkam (Bahnhof)                                                        | St. Pantaleon Ortsteil Trimmelkam (BR)                        | S-Bahn Salzburg                                     | – |                                                                                          |                                      |      |
| Wallersee (Haltestelle)                                                     | Seekirchen am Wallersee Ortsteil Wallersee-Zell (SL)          | S-Bahn Salzburg                                     | R (Salzburg, Friedburg) |                                                                                          | Wallersee                            |      |
| Weitwörth-Nußdorf (Haltestelle)                                             | Nußdorf am Haunsberg Ortsteil Weitwörth (SL)                  | S-Bahn Salzburg                                     | Regionalbusse |                                                                                          |                                      |      |
| Werfen (Bahnhof)                                                            | Werfen (JO)                                                   | S-Bahn Salzburg                                     | REX (Saalfelden, Salzburg, Straßwalchen, Wörgl) Fernverkehr (EC, IC) Ortsverkehr |                                                                                          | Burg Hohenwerfen                     |      |
| Zehmemoos (Haltestelle)                                                     | Bürmoos Ortsteil Zehmemoos (SL)                               | S-Bahn Salzburg                                     | – |                                                                                          |                                      |      |
| Ziegelhaiden (Haltestelle)                                                  | Oberndorf bei Salzburg (SL)                                   | S-Bahn Salzburg                                     | – |                                                                                          |                                      |      |

Anmerkung:
Alle Stationen im Stadtgebiet von Salzburg (S) sowie die Haltestellen Salzburg-Süd und Schlachthof liegen in der sog. Kernzone. Zum Anfahren dieser Stationen sind auch die für den Salzburger Busverkehr ausgegebenen Fahrscheine gültig.

## Infrastruktur der Stationen

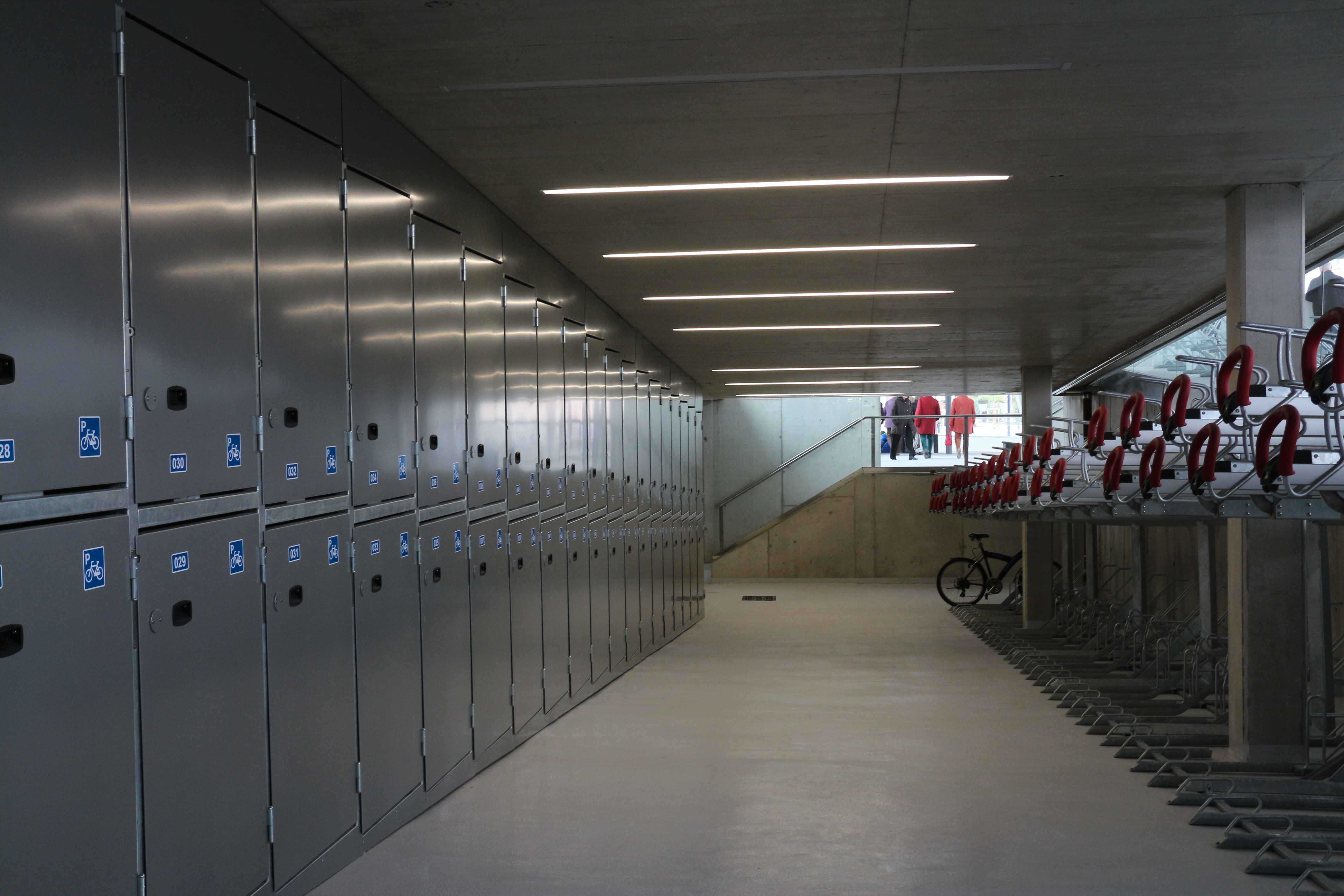
Diebstahlgesicherte Bike-and-Ride-Anlage am Salzburger Hbf, Eingang Schallmoos

Stark frequentierte Stationen wie Salzburg Mülln/Altstadt oder der Lokalbahn-Tiefbahnhof des Hauptbahnhofes verfügen über Informationsmonitore, Lautsprecher, Rolltreppen und Snackautomaten, weniger frequentierte Stationen sind lediglich mit einer Grundausstattung wie Überdachung, Sitzbänke, Bahnsteigbeleuchtung, Aushangfahrplan oder einer dynamischen Schriftanzeigern (DSA) ausgestattet. Auf den Stationen der S2 und S3 in Österreich, sowie dem Bahnhof Freilassing sind Fahrscheinautomaten- und Entwerter aufgestellt, auf den Stationen in Deutschland und denen der Salzburger Lokalbahn jedoch nicht, da diese durch Schaffner begleitet sind. An einigen Stationen wie Salzburg Hbf, Salzburg Lokalbahnhof oder Bahnhof Freilassing sind Fahrkarten- und Informationsschalter derjenigen Verkehrsunternehmen installiert, welche die jeweiligen Leistungen erbringen. Auf dem Gelände einiger Stationen sind Park-and-Ride- und Bike-and-Ride-Anlagen, oder Fahrradbügel vorhanden.